# Kepler-452
Kepler-452 — одиночная звезда (жёлтый карлик) в созвездии Лебедя. Находится на расстоянии 1400 световых лет от Солнца.
Температура поверхности звезды почти такая же, как у Солнца, но диаметр на 11 % больше, поэтому она примерно на 20 % ярче. Масса звезды на 3,7 % больше солнечной. Она относится к спектральному классу G2. Звезда на 1,5 млрд лет старше, чем Солнце, и имеет возраст около 6 миллиардов лет. Она находится на более поздней стадии эволюции, чем наше Солнце, но всё ещё располагается на главной последовательности.

## Планетная система
До апреля 2018 года считалось, что звезда имеет по крайней мере одну подтверждённую экзопланету Kepler-452 b, открытую в июле 2015 года телескопом Кеплер. Это первая планета околоземного размера, обнаруженная в обитаемой зоне похожей на Солнце звезды спектрального класса G2. Однако последующие исследования поставили существование этой планеты под сомнение. Фактически, она была закрыта.